# Youla Chapoval
 (janvier 2017).
Si vous disposez d'ouvrages ou d'articles de référence ou si vous connaissez des sites web de qualité traitant du thème abordé ici, merci de compléter l'article en donnant les références utiles à sa vérifiabilité et en les liant à la section « Notes et références ».
Youla Chapoval (en russe : Юлий Шаповал) est un peintre ukrainien de l'École de Paris, né le 3 novembre 1919 à Kiev (Ukraine) et mort le 19 décembre 1951 à Paris. Il reçoit le prix de la jeune peinture en 1947 puis, deux ans après, le prix Kandinsky en 1949 (avec Marie Raymond). Exposé, entre autres, au musée d'Art moderne de la ville de Paris et au musée d'art moderne de Villeneuve d'Ascq, son œuvre est présente dans les collections du Musée d'Art Moderne du Centre Pompidou à Paris.
Sa carrière météorique et sa reconnaissance rapide démarre en 1944 avant de s'éteindre à l'âge de 32 ans à Montmartre, en décembre 1951, en fait une figure de la Seconde Ecole de Paris.

## Biographie
Youli Chapoval (prénommé Youla ou Jules) naît à Kiev au sein d’une famille bourgeoise de joailliers de confession juive russe qui compte déjà deux enfants : Mania et Bella. L’évolution politique de l'Union Soviétique conduit la famille à s’exiler pour s’installer en France en 1924. Youla Chapoval grandit à Paris ; il poursuit des études secondaires au Lycée Janson-de-Sailly jusqu'à la première partie de son baccalauréat qu’il obtient en 1937 et la seconde partie en 1938 avec la mention « bien » à l’issue de l’année passée au lycée Claude Bernard. C'est à cette époque qu'il rencontre Picasso.
Il entreprend des études de médecine qu’il abandonne à la fin de la première année. Il hésite entre poésie auprès de celui qui est devenu son ami, Jean Cocteau, et également Maurice Sachs, et la peinture qu’il découvre au travers de ses visites dans divers musées et galeries de peinture. Il fréquente la Grande Chaumière où il rencontre beaucoup d’artistes. Après une brève mobilisation en 1940, il revient à Paris ; début 1942, il s’installe au « Medical hotel ». Il fait la connaissance du peintre Jean Degottex, alors à ses débuts et du sculpteur espagnol Fenosa.
Sa mère et de sa sœur aînée sont déportées et assassinées à Auschwitz. Son père et lui s'échappent. Il fuit Paris et se réfugie en « zone libre » à Marseille où il fait la connaissance du peintre, professeur a l'école des beaux-arts de la ville et critique d’art Roger van Gindertael qui l'encourage et avec qui le lie une amitié profonde toute sa vie. Il fréquente l’école des beaux-arts à Marseille puis celle de Toulouse où il s’installe un temps, où il poursuit ses recherches.
En octobre 1944, il retourne à Paris où il retrouve ses amis dont Jean Cocteau mais également Pablo Picasso qui lui montrera amitié et estime pour son travail mais dont il va subir l'ascendant.

### La reconnaissance
Sa peinture d'essence figurative, construite et riche de matière picturale, retrouve l’expérience du cubisme et de la « qualité plastique » à partir de 1946, sous l'influence de grands collectionneurs comme Dutilleul avec qui il entretient une correspondance nourrie.
Il se marie avec Jeanne Despujols, de 7 ans son ainée, mère de famille divorcée qui a deux enfants qu'il a connue à Marmande deux ans plus tôt et avec laquelle il vivait en attendant qu'elle ait pu divorcer. Ensemble ils ouvrent un restaurant rue de Cluny à Paris où s'y rencontrent alors étudiants et artistes Georges Pompidou, Roger Grenier, Pierre Bloch. En 1946, il rencontre le galeriste Henri Benezit qui lui achète plusieurs toiles et par la suite l'aide et le soutient. En 1947, il se voit attribuer le second prix de la Jeune Peinture et au mois de novembre de la même année sa première exposition personnelle a lieu à la galerie Jeanne Bucher.
En 1948, il réalise une série de lithographies chez Mourlot sur une proposition de Picasso. Georges Pompidou lui achète une toile. Il participe à différentes expositions de groupe en galeries, salons (de Mai, des Réalités Nouvelles).Cette période sera couronnée par l'attribution du prix Kandinsky ex-æquo avec Marie Raymond, remis par la Galerie Denise René.
Mais 1949 est également l'année de la mort de son père et l'annonce par sa femme de son désir de divorcer.
Il quitte l'appartement familial de l'avenue Montaigne pour un atelier avenue Junot.
Célébré, il reçoit en 1950 la commande de trois fresques pour le lycée Paul-Langevin de Suresnes alors que la galerie Jeanne Bucher lui organise une seconde exposition personnelle
Youla Chapoval, alors à peine âgé de 32 ans, est retrouvé mort dans son atelier de l'avenue Junot, le 19 décembre 1951 : suicide ou mort naturelle : l'autopsie qui fut ordonnée n'a pas permis de faire la lumière sur cette fin prématurée. Il laisse une œuvre qui représente pour ces neuf années de travail, quelque 800 toiles et de nombreuses gouaches, aquarelles, lavis et dessins de toutes techniques.

## Caractéristique de l'œuvre
L'évolution rapide de l'œuvre de Chaponval est marquée par sa jeunesse et dans un premier temps par la découverte de ses moyens d'expression plastique au travers de l'enseignement de l'école des Beaux-Arts de Marseille et de sa relation avec Roger van Gindertael. D'abord simplement figurative, puis dans un second temps son œuvre fait disparaître les objets de ses toiles, et font apparaître de nombreuses références au cubisme à Picasso (Arlequin. v.1947]) et à Juan Gris ((Nature morte à la tasse à café et à la poire v.1946 ) qui sont désormais organisées selon de stricts découpages de plans colorés s'imbriquant les uns dans les autres. À partir de 1949, sa recherche picturale va l'éloigner des constructions rigoureuses pour privilégier les lignes, le mouvement et la couleur laissant apparaître l'espace post-cubiste. Puis évoluant ses compositions se font plus gestuelles, plus libres, plus « lyriques »,alors que les maquettes pour le Lycée de Surenes sont elles marquées par une figuration énoncée.

### Prix
- Espoir de l’École de Paris d’après-guerre
- Second Prix de la jeune peinture 1947
- Prix Kandinsky 1949

## Expositions

### Expositions personnelles
- 1947 : Galerie Jeanne Bucher, Paris (novembre)[9]
- 1952 : Salon octobre, Paris (octobre-novembre), rétrospective
- 1957 : Galerie Henri Benezit, Paris (juin) : Hommage à la mémoire de Chapoval
- 1958 : 
  - Gouaches, mars
  - Galerie d'art La Bussola, Turin, novembre-décembre
- 1959 :
  - Galerie Bergamini, Milan, janvier
  - Salon des réalités nouvelles à Paris, juillet : En hommage à Chapoval
- 1964 : Musée d'Art moderne de la ville de Paris, octobre-novembre[9]
- 1991 : Musée d'art moderne de Villeneuve d'Ascq, mars à mai
- 2008 : Biennale des antiquaires, septembre
- 2019 : « Solo exhibition »[13], galerie Jeanne Bucher Jaeger, Espace Saint-Germain[14], du 11 janvier au 2 mars
- 2020 :  « YOULA CHAPOVAL»[15] 3 galeries de la rive gauche ont rendu hommage à Youla Chapoval. Galerie Le Minotaure / 2 rue des Beaux-Arts / 75006 Paris / Galerie ALAIN LE GAILLARD, 19 rue Mazarine 75006 Paris / Galerie Antoine Laurentin23 quai de Voltaire 75007 Paris.

### Expositions collectives
- 1949 :
  - Galerie Denise René, Paris
  - Salon de mai, Paris
  - Salon des réalités nouvelles, Paris
  - Galerie Maeght, Les mains éblouies, Paris
- 1950 :Galerie Denise René, Paris[16]
- 1951 : Salon de mai, Paris
- 1952 :
  - Galerie de Babylone, Paris février, Groupe de l'École de Paris
  - Nouveau Salon de la jeune peinture, Tunis, février, Groupe Périplès
  - Salon Octobre, Paris, octobre-novembre[9]
- 1956 : Galerie Henri Bénézit, décembre-janvier 1957
- 1957 :
  - Galerie Creuze, Paris, juin-septembre
  - Galerie Henri Bénézit- Paris, juillet-août, Onze peintres
  - Galerie Muratore, Nice, août, Sélection 57
  - Galerie Sous-Barri, St Paul de Vence, septembre
  - Galerie A, Clermont-Ferrand, octobre, Dix peintres et sculpteurs de l'École de Paris
  - Palais des Arts, Turin, octobre, Peintres d'aujourd'hui France-Italie
  - Galerie Henri Bénézit, Paris, novembre, Trois peintres Chapoval - Tal Coat - Lanksoy
- 1958 :
  - Galerie Bénézit, Paris, janvier
  - Musée Civique, Turin, janvier
- 1959 :
  - Galerie Bénézit, Paris, février, Chapoval et Kijno
  - Galerie des Beaux-Arts, Nantes, avril, exposition Kandinsky et collection Gildas Fardel
  - Galerie des Réalités nouvelles, Paris, juillet, rétrospective Chapoval[9]
  - Galerie XXe siècle, Paris, novembre-décembre, collection Gildas Fardel
- 1960 : Galerie Raymonde Cazenave, Paris mars-avril- Permanence et actualité de la peinture (15 toiles choisies par Roger van Gindertael)
- 1966 : Salon des Réalités nouvelles, Paris
- 1967 : Galerie Les Murs Blancs Ostende, mai-août
- 1975 : Galerie Denise René, Paris, mars-avril, Les prix Kandinsky 1946-1961
- 1988 : Galerie Pittiglio, Paris « Chapoval-Lanskoy »
- 2018 : « Les Russes à Paris 1925-1955 »[17] (Jules Chapoval, Serge Charchoune, Nicolas de Staël, Vassily Kandinsky, André Lanskoy, Véra Pagava, Serge Poliakoff), galerie Jeanne Bucher Jaeger, du 12 septembre au 3 novembre
- 2019 : « Compagnons de route »[18] (Arts premiers, Roger Bissière, Youla Chapoval, Nicolas de Staël, Jean Dubuffet, Louis-Auguste Déchelette, Asger Jorn, Vera Pagava, Hans Reichel, Árpád Szenes, Mark Tobey, Maria Helena Vieira da Silva), galerie Jeanne Bucher Jaeger, du 23 mai au 20 juillet

## Musées et collections

### Musées
- Musée Fabre[19]
- Musée d'Art moderne de Paris[9]
- Centre Pompidou, Paris[20]
- Musée de Nantes, France[21]
- Musée d’art moderne de Villeneuve-d’Ascq[21]
- Musée des arts contemporains de la Fédération Wallonie-Bruxelles de Grand-Hornu[21]
- Musée des beaux-arts de Liège (Belgique)
- Musée Civico di Torino (Italie)
- Museum of art, Cleveland (États-Unis)
- Musée Tel-Aviv (Israël)

### Collections
- Collection Berès
- Collection F.C Graindorge (Liège)
- The British Council
- Collection Maria Le Hardouin
- Collection Masurel
- Collection Y. Auriol
- Collection G. Pompidou
- Collection Kandinsky
- Collection Wormser
- Collection Cordier
- Collection Marie-Laure de Noailles

### Bibliographie

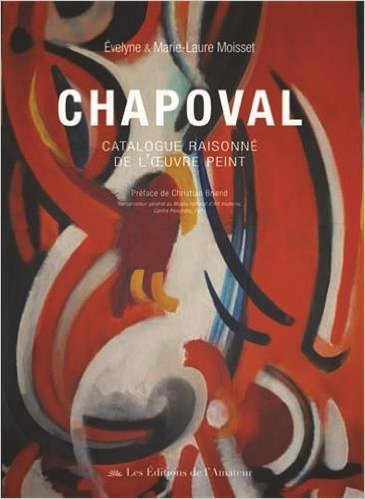
Catalogue raisonné.